# Björkträsket (Byske socken, Västerbotten)
Björkträsket är en sjö i Skellefteå kommun i Västerbotten och ingår i Kågeälvens huvudavrinningsområde.